# 星之卡比 Wii
《星之卡比 Wii》是由HAL研究所開發、任天堂發行，在2011年發售於Wii平臺的動作遊戲。

## 豪華版
《星之卡比 Wii 豪華版》在2023年2月24日发售于任天堂Switch平台，是本作的重製版，並額外追加後續內容：《魔法諾亞後記——穿越異空間的旅人》。

## 反響

#### Wii
《Fami通》爲遊戲打出36/40分，Metacritic統計的彙總得分爲77/100。
本作截至2023年末，Wii版本共售出192萬份，當中日本地區佔超過85萬份。

任天堂Switch
《Fami通》爲遊戲打出35/40分，截止至2023年3月31日，《星之卡比 Wii 豪華版》共售出146萬份。